# CD América de Quito
CD América de Quito is een Ecuadoraanse voetbalclub uit de hoofdstad Quito. De club speelde tussen 1962 en 1988 22 seizoenen in de hoogste klasse. In 2019 keerde de club na lange tijd terug op het hoogste niveau.

## Bekende (oud-)spelers
- Julio César Rosero
- Enrique Vera

América de Quito · 
Aucas ·
Barcelona ·
Delfín ·
Deportivo Cuenca ·
Deportivo Macará ·
Fuerza Amarilla · 
Guayaquil City · 
Mushuc Runa	· 
El Nacional · 
Emelec ·
Independiente del Valle ·
Olmedo · 
LDU Quito ·
Técnico Universitario ·
Universidad Católica